# ديف ميلو
ديف ميلو (بالإنجليزية: Dave Mello)‏ هو مغني وطبال أمريكي، ولد في 1969 في أوكلاند في الولايات المتحدة.

## وصلات خارجية
- ديف ميلو على موقع ميوزك برينز (الإنجليزية)
- ديف ميلو على موقع ديسكوغز (الإنجليزية)